# Província de Rieti
La província de Rieti és una província que forma part de la regió del Laci dins d'Itàlia. La seva capital és la ciutat de Rieti.
Situat al nord-est de la regió de Laci, limita a l'oest, al llarg del Tíber, amb la província de Viterbo i la ciutat metropolitana de Roma Capital, al nord amb l'Umbria (província de Perusa i la província de Terni); a l'est amb les Marques (província d'Ascoli Piceno) i els Abruços (la província de L'Aquila i la província de Teramo).
Té una área de 2.749 km², i una població total de 157.887 hab. (2016). Hi ha 73 municipis a la província.